# Trimerodytes percarinatus
Trimerodytes percarinatus — вид змій родини полозових (Colubridae). Мешкає в Східній і Південно-Східній Азії.

## Підвиди
Виділяють два підвиди:
- Trimerodytes percarinatus percarinatus (Boulenger, 1899);
- Trimerodytes percarinatus suriki (Maki, 1931).

## Поширення і екологія
Trimerodytes percarinatus широко поширені на півдні Китаю, на Тайвані і Хайнані, на більшій частині Лаосу і В'єтнаму, на півночі Таїланду і М'янми, за деякими свідченнями також на півночі Камбоджі та в індійській провінції Аруначал-Прадеш. Вони живуть в лісах, на берегах струмків, на висоті від 100 до 2000 м над рівнем моря. Живляться жабами, пуголовками, рибою і раками. Самиці відкладають від 4 до 13 яєць.